# Bēl-tarsi-iluma
Bēl-tarsi-iluma war ein assyrischer Gouverneur von Kalḫu (Nimrud) und limmu-Beamter im Jahr 797 v. Chr. Bei Ausgrabungen in Nimrud (Irak) wurden sein Archiv sowie mehrere seiner Statuen gefunden.